# Olmeda del Rey
Olmeda del Rey es un municipio y localidad española de la provincia de Cuenca, en la comunidad autónoma de Castilla-La Mancha. El término municipal tiene una población de 123 habitantes (INE 2024). 
Pertenece a la comarca Serranía Media-Campichuelo y Serranía Baja, que es realmente la agrupación de las comarcas que le dan nombre a esta división administrativa provincial. Es la transición entre la sierra de Cuenca y La Mancha, limitando con la Alcarria y la Manchuela. Esta situación geográfica, en una zona de transición montañosa a los valles fértiles de la Meseta le han colocado en una zona de cambios constantes desde hace milenios.
A lo largo de su historia ha recibido varios nombres, algunos con una larga tradición y otro que duró apenas una década.
Su construcción en herradura en la falda de un pequeño cerro le infiere un aspecto característico, si bien según algunas fuentes se debe a la existencia de un antiguo castillo sobre la elevación que explicaría la urbanización hecha, aunque otros estudiosos desplazan dicha fortaleza a otro cerro de las cercanías.
No se le conocen bandera ni escudo y no se conservan blasones o similares en los edificios oficiales o particulares.

## Toponimia
Su nombre lo toma de la gran cantidad de olmos presentes, históricamente, en la zona, en las riberas del río Gritos,[cita requerida] quedando como La Olmeda.
En el año 1587 fue llamada Olmeda de las Valeras para distinguirla de otras poblaciones nombradas del mismo modo.
Permaneció con este topónimo hasta 1829, que pasa a ser conocida por su actual nombre de Olmeda del Rey:

3 de Abril

Concede S.M. á la Villa de la Olmeda de las Valeras, en la provincia de Cuenca, la gracia de que se denomine Olmeda del Rey.
Guía de la Real Hacienda, Reales Decretos y Órdenes de S. M. que producen resolución general en materias de su Real Hacienda

## Geografía
Integrado en la comarca de Serranía Media, se sitúa a 37 km de la capital provincial. El término municipal está atravesado por la carretera autonómica CM-220, además de por carreteras locales que la conectan con Chumillas y Valeria. El relieve del municipio es el propio de la Serranía, suavizado por el valle del río Gritos. Destaca la dehesa de los Regados al norte. La altitud oscila entre los 1108 m en el centro del municipio, cerca del pico Minglanar, y los 930 m a orillas del río. El pueblo se alza a 933 m sobre el nivel del mar. 
El término municipal de Olmeda del Rey limita con los siguientes términos municipales:
| Noroeste: Las Valeras | Norte: Cuenca (exclave) | Nordeste: Cuenca (exclave)      |
| Oeste: Las Valeras    |                         | Este: Monteagudo de las Salinas |
| Suroeste: Las Valeras | Sur: Chumillas          | Sureste: Chumillas              |

La Dehesa de Fuenlabrada, de propiedad privada, no es limítrofe con el resto del territorio de Olmeda del Rey pero es parte de su jurisdicción. Linda, a su vez, con Arcas del Villar, Valdetórtola, Las Valeras y un exclave del municipio de Cuenca.
Son accidentes geográficos característicos dentro del territorio municipal:
- Pico San Pedro y el Pingorote

El agudo montículo, alrededor del cual se haya asentado el pueblo, pico San Pedro, cuya cumbre es conocida como “El Pingorote” (974 m s. n. m.). Este elemento ha vertebrado el crecimiento del pueblo llegando a la distribución actual de herradura.
- Sima Airón

También llamada sima de la Sierra, por encontrarse en dicha zona del municipio, es de primera magnitud con sus aproximadamente 90 metros de profundidad.
En algunas publicaciones se la menciona como sima Airón, nombre del dios prerromano del inframundo, Airón. Según otras opiniones existe una confusión entre esta sima y una de Valeria que sería la realmente la relacionada con dicho topónimo.
- Cabezas

Al norte del pueblo se encuentran los picos más sobresalientes del municipio: Cabeza Hondonera y Cabeza del Vallejo de la Mujer, ambos con una altitud de 1108 m s. n. m.
- Los Morteros

Formación karstica con forma de seta o mortero, a seis kilómetros del pueblo por la carretera que finaliza en la N-320.

### Geomorfología
El pueblo, situado en el valle del río Gritos se asienta sobre arcillas rojizas y pardas yesíferas del terciario, y más concretamente del Oligoceno, que permiten el cultivo en dicha zona.
La zona de sierra está formada por anticlinales y sinclinales blandos de calizas mesozoicas, principalmente cretácicas, que han evolucionado a mesetas, algunas de las cuales crean páramos, cortadas por pequeños valles. Del cretácico son la dolomías sobre las que existen fenómenos de moldeado del cuaternario del tipo karst, similares a los de la Ciudad Encantada, llamados Los Morteros.

### Clima
En general el clima de Castilla-La Mancha está dominado por el clima mediterráneo continentalizado, también llamado clima Mesomediterráneo. Por lo que se puede catalogar como tipo Csa dentro de la clasificación climática de Köppen. En el caso de Olmeda del Rey se encuentra, además, atenuado por la altitud, superior a los 1000 m sobre el nivel del mar.
Dentro de estas características se encuentran temperaturas extremas, frías en invierno y cálidas en verano, con variaciones entre ambas cercanas a los 20 °C, y precipitaciones anuales rondando los 500 mm.
| Parámetros climáticos promedio de Olmeda del Rey | Parámetros climáticos promedio de Olmeda del Rey | Parámetros climáticos promedio de Olmeda del Rey | Parámetros climáticos promedio de Olmeda del Rey | Parámetros climáticos promedio de Olmeda del Rey | Parámetros climáticos promedio de Olmeda del Rey | Parámetros climáticos promedio de Olmeda del Rey | Parámetros climáticos promedio de Olmeda del Rey | Parámetros climáticos promedio de Olmeda del Rey | Parámetros climáticos promedio de Olmeda del Rey | Parámetros climáticos promedio de Olmeda del Rey | Parámetros climáticos promedio de Olmeda del Rey | Parámetros climáticos promedio de Olmeda del Rey | Parámetros climáticos promedio de Olmeda del Rey |
| Mes                                              | Ene.                                             | Feb.                                             | Mar.                                             | Abr.                                             | May.                                             | Jun.                                             | Jul.                                             | Ago.                                             | Sep.                                             | Oct.                                             | Nov.                                             | Dic.                                             | Anual                                            |
| ------------------------------------------------ | ------------------------------------------------ | ------------------------------------------------ | ------------------------------------------------ | ------------------------------------------------ | ------------------------------------------------ | ------------------------------------------------ | ------------------------------------------------ | ------------------------------------------------ | ------------------------------------------------ | ------------------------------------------------ | ------------------------------------------------ | ------------------------------------------------ | ------------------------------------------------ |
| Temp. máx. media (°C)                            | 5                                                | 5                                                | 9                                                | 11                                               | 14                                               | 22                                               | 24                                               | 23                                               | 19                                               | 14                                               | 8                                                | 5                                                | 13                                               |
| Precipitación total (mm)                         | 32                                               | 43                                               | 58                                               | 44                                               | 57                                               | 20                                               | 7                                                | 13                                               | 48                                               | 70                                               | 36                                               | 34                                               | 462                                              |
| [cita requerida]                                 |                                                  |                                                  |                                                  |                                                  |                                                  |                                                  |                                                  |                                                  |                                                  |                                                  |                                                  |                                                  |                                                  |

### Fauna y flora
La formaciones vegetales habituales son cultivos en la vega del río Gritos y pinares, en las zonas altas. Si bien se pueden encontrar especies habituales del bosque mediterráneo, tales como la encina.
El origen de esto pinares es el período 1965 a 1971 cuando se repoblaron con pino cuatro zonas del municipio propiedad del mismo, de consorcios participados o del Estado: Dehesa Boyal, La Pedriza, La Sierra y La Navazuela, sumando en total 353 ha Posteriormente se ha seguido repoblando la zona según los planes para los montes de utilidad pública, habiéndose llegado a las 2007 Ha de masa forestal entre las presentes históricamente y las repobladas.La descripción de estos montes de utilidad pública es:
- Dehesa Boyal

Monte de utilidad pública n.º 142.
491 ha
Perteneciente al municipio.
- La Sierra

Monte de utilidad pública n.º 16.
500 ha
Perteneciente al Estado español.
- La Navazuela y la Pedriza

Monte de utilidad pública.[cita requerida]
243 ha
En La Sierra, propiedad del Estado español y transferido en 2003 a la Junta de Comunidad de Castilla-La Mancha, se han seguido planes para permitir el crecimiento de la población de jabalíes.

### Hidrografía
El pueblo de Olmeda del Rey se asienta en la vega del río Gritos, afluente por la izquierda del río Júcar. Otros afluentes del propio río circulan por el municipio, además gran cantidad de arroyos pero todos de un caudal muy pequeño tributan en la vega a los ríos que la recorren.
El agua potable de la localidad se extrae de un manantial cercano, llamado la «fuente de la Pedregosa», después de haber secado con esta finalidad otros.

## Historia
Existen pocas referencias directas sobre los acontecimientos históricos así como las distintas ocupaciones de la zona. Si bien la zona fue territorio de olcades, lobetanos, celtíberos y otros pueblos prerromanos, sean todos tomados con etnias de los celtíberos o de culturas distintas.
A partir de la época de la segunda guerra púnica, siglo II a. C., los romanos invaden el territorio y se asientan de forma permanente en la zona, como indican las ruinas del importante municipium de Valeria, aunque no existe ningún vestigio arqueológico o escrito sobre asentamientos en lo que hoy es Olmeda del Rey, exceptuando la Fuente del Chorrillo, a las afueras del municipio, que ha sido objeto de especulaciones sobre su origen romano, no sin controversia.
En cuanto a esta época encontramos que Flórez hace una mención a un posible asentamiento de «los antiguos» (forma de referirse a los romanos) para defender la posición de Valeria en su libro España sagrada, donde explica los restos visibles sobre la hoz del río Gritos del asentamiento del siglo I a. C. En todo caso es colateral y sin más documentación o referencia.
Según la mayor parte de fuentes indican, fue fundada durante el asentamiento cristiano tras la toma de Alarcón a finales del siglo XII. Aunque todos los archivos municipales fueron destruidos por un incendio causado por los soldados ingleses que participaban en la Guerra de Sucesión al Trono de Carlos II en el año 1706, lo que dificulta una reconstrucción de la historia contemporánea, exceptuando referencias externas de estudios de la capital, Cuenca, u otras poblaciones cercanas.
Sería de esa época un castillo situado en el cerro de San Pedro.[cita requerida]
En 1587 recibe el nombre de Olmeda de las valeras para distinguirla de otras poblaciones de igual nombre.

En las obras siguientes citas se habla del señor de la Olmeda de la Valeras:

«D. Juan de Hinestrosa y Guzmán. Señor de la Villa de Villares del Sanz de D. Guillén La Olmeda, de las Valeras y la Torre del Monje, Caballerizo de su Alteza el Serenisimo Infante Cardenal, y regidor perpetuo de esta ciudad de Cuenca, por renunciación de D. Diego de Hinestrosa y Guzmán, su padre en el año 1625, fundó el Mayorazgo de la Casa de los Marqueses de Valera de Abajo.»
Moya, 1977, p. 164.

Juan Pablo Mártir Rizo, en 1629, ya menciona:

«..., y doña Isabel Xarava,que casò con do Diego de Ynestrosa y Guzman Cavallero de conocida nobleza,señor de las villas del Olmeda,del Vilar del Saz, y Torre el Monge,Regidor de Cuenca.»
Mártir, 1629, p. 282.

Juan Pablo Mártir Rizo, en 1629, ya menciona la existencia de un señor de Olmeda de las Valeras independiente de otros.

$37 MARQUES DE VALERA. Año 1679. El Señor Don Carlos II. en 11 de septiembre de 1679 concedió este Marquesado a Doña Maria Pacheco de Inestrosa, Señora de las Villas de Valera, Olmeda, y otras: casada con Don Antonio Domingo del Castillo y Camargo Cavallero del Real Orden de Santiago. Gran Chanciller del Consejo de Cruzada. Su actual posseedor es Don Francisco Antonio del Castillo y Carróz, Fenollét, Roca de la Serna, González de Arce, Inestrosa, Pacheco, Mendoza, Guzman, Campero, Sobrevila, Moxica, y Jarava, Marqués de Valera, y Fuente Hermosa, Vizconde de Valdesoto. Gran Chanciller de Cruzada, &c. Viene este Cavallero de Sangre Real. Don Andres Pacheco fue del Consejo de Estado, é Inquisidor General año 1622.
Creacion, antigüedad y privilegios de los titulos de Castilla. Escrito por José Berni y Catalá, Imprenta de Marina (Cádiz)

El vallasaje del marqués de las Valeras se mantuvo hasta 1827, cuando la villa lo denuncia y gana el contencioso el 24 de agosto de ese año. A raíz de ello es cuando solicita y consigue el cambio de nombre, pasándose a llamar Olmeda del Rey.
A mediados del siglo XIX, el lugar tenía contabilizada una población de 777 habitantes. La localidad aparece descrita en el duodécimo volumen del Diccionario geográfico-estadístico-histórico de España y sus posesiones de Ultramar de Pascual Madoz de la siguiente manera:

OLMEDA DEL REY ó DÉ LAS VALERAS: v. con ayunt. en la prov., dióc. v part. jud. de Cuenca (5 leg.), aud. terr. de Albacete (15), c. g. de Castilla la Nueva (Madrid 25). sit. en el centro de una pequeña vega, bastante húmeda por la mucha acogida de aguas que tiene, á causa de su figura circular al rededor de un pequeño cerro; su clima es algo frio, poco sano especialmente para las mujeres, y ventilado por los vientos de E., S. y O. Consta de 190 casas de las que solo 3 tienen dos pisos, las demas uno, la mayor parte de pobre construccion y escasas comodidades: hay cárcel; casa de ayunt., y un edificio destinado para pósito, y escuela de primeras letras á la que concurren varios niños de ambos sexos, á pesar de lo poco que se les enseña por su maestro, á causa de tener que dedicarse á otras ocupaciones, por no ser suficiente para su sostenimiento la corta dotacion que tiene: próximo á la pobl, está un pilar de agua salobre y muchos manantiales de la misma clase en el térm.; para beber se surte de varios pozos que han construido inmediatos al pueblo; la igl. parr. bajo la advocación de Sta. Maria de las Nieves, está servida por un cura de primer ascenso, el que asiste también al anejo de Navarramiro; unido á la igl. se halla el cementerio en mal estado. Confina el térm. por N. con la deh. denominada de Fuentelabrada, propiedad que era del cabildo catedral de Cuenca; por E. con otra llamada Alcolea, de la mitra de la misma ciudad; por S. Chumillas, y por O. con Valera de Arriba y de ABajo; en su jusid. se hallan muchos sitios poblados de mata baja de roble, pino y encina; pero muy deteriorados por el poco cuidado que en su corta se observa: el terreno disfruta de monte y llano, siendo este de buena calidad; pero lo escesivos frios que en los meses de verano hace, no permiten que las cosechas sean abundantes; le cruza un pequeño arroyo el que despues de regar algunos pedazos de terreno y de dar impulso en los meses lluviosos á un molino harinero corre á unirse al Júcar: los caminos son carreteros y de herradura, y tanto unos como otros se hallan en muy mal estado: la correspondencia se recibe de la cap. de prov. prod.: trigo, alguna escaña, patatas, judias y cáñamo; pero todo en cortísima cantidad; se cria ganado lanar, caza de liebres, perdices, conejos, corzos y venados. ind.: la agrícola, aunque en estado muy deplorable por dedicarse á la elaboracion de trillas y otros objetos de carpinteria que les produce muy poco, pero que les distrae de las labores del campo. comercio: la venta de los indicados objetos y la importacion de los art. mas necesarios. pobl.: 195 vec., 777 alm. cap. prod.: 1.267,860 rs. imp.: 63,393: el presupuesto municipal se cubre con los productos de los pastos de las dehesas.
(Madoz, 1849, pp. 249-250)

En el siglo XX y hasta la llegada de la Segunda República tiene un periodo de estabilidad poblacional donde no destaca ningún hecho relevante.
Las elecciones municipales de abril de 1931 que condujeron a la Segunda República Española fueron anuladas en 115 pueblos de la provincia de Cuenca, entre ellos Olmeda del Rey, y fueron celebrados comicios el 31 de mayo del mismo año, siendo los resultados (se observa en la tabla que el sufragio no era con listas cerradas, de ahí la inconsistencia en los parciales y los totales) una victoria para la derecha:
| Resultados de las elecciones municipales de 1931 | Resultados de las elecciones municipales de 1931 | Resultados de las elecciones municipales de 1931 | Resultados de las elecciones municipales de 1931 | Resultados de las elecciones municipales de 1931 | Resultados de las elecciones municipales de 1931 | Resultados de las elecciones municipales de 1931 | Resultados de las elecciones municipales de 1931 | Resultados de las elecciones municipales de 1931 |
| Electores | Votantes                                         | CRS                                              | AN                                               | Agr.                                             | PLD                                              | DLR                                              | PRRS                                             | Indef.                                           |
| --- | ------------------------------------------------ | ------------------------------------------------ | ------------------------------------------------ | ------------------------------------------------ | ------------------------------------------------ | ------------------------------------------------ | ------------------------------------------------ | ------------------------------------------------ |
| 273 | 253                                              | 96                                               | 57                                               | 202                                              | 103                                              | 20                                               | 0                                                | 36                                               |
| Fuente:B.O.P., nº79, 3-7-31 y Junta Provincial del Censo Electoral CRS=Conjunción Republicano-Socialista; AN=Acción Nacional; Agr.=Agrupación Ciudadana Agraria (ACA) de Cuenca; PLD=Partido Liberal Demócrata; DLR=Derecha Liberal Republicana; PRRS=Partido Republicano Radical Socialista; Indef.=Indefinidos. |                                                  |                                                  |                                                  |                                                  |                                                  |                                                  |                                                  |                                                  |

Como en el resto de la provincia la derecha consideró que la victoria en Cuenca era significativa y el último bastión de la Iglesia católica y sus partidos.[cita requerida]
Con el comienzo de la Guerra Civil el pueblo queda en el bando leal a la República y se producen altercados como el destrozo de la iglesia, el fusilamiento de las imágenes que en ella había y la conversión del recinto en un garaje.
Pasada la Guerra Civil y la Segunda Guerra Mundial comienza el despoblamiento del campo español convirtiéndose en una emigración masiva a las ciudades en los años 1960 y dejando el pueblo y su municipio en la senda que le llevaría a casi el abandono de la primera década del siglo XXI. Desde finales del siglo XX el pueblo recupera el número de pobladores en las épocas vacacionales con el regreso temporal de los naturales y sus descendientes.
En el año 1974 Olmeda del Rey se fusionó con Chumillas, Almodóvar del Pinar, Solera de Gabaldón y Monteagudo de las Salinas adquiriendo el nuevo nombre de Almodóvar de Monterrey. Esta unión se realiza por problemas económicos para la financiación básica requerida. Se segregarón en el año 1983, según el RD 152/1983 publicado en el BOCM de fecha 6 de octubre de 1983, quedando con sus anteriores nombres. La segregación se produjo, según Rubio (2003), por desavenencias entre los distintos alcaldes.

## Demografía
Olmeda del Rey cuenta con una población de 123 habitantes (INE 2024).
| Gráfica de evolución demográfica de Olmeda del Rey entre 1842 y 2021 |
| |
| Población de derecho según los censos de población del INE Población de hecho según los censos de población del INEEntre el censo de 1981 y el anterior, este municipio desaparece porque se integra en el municipio Monte Rey Entre el censo de 1991 y el anterior, aparece este municipio porque se segrega del municipio Monte Rey |

En el siglo XVI ya tenía 138 habitantes según censo de la época, que iría creciendo. Una cita en una géographique, en francés, censa la población en 800 en 1830. En su libro de 1849 Pascual Madoz le asigna una población de «777 alm. (almas)», para alcanzar el máximo en los primeros años del siglo XX. Posteriormente, después de la Segunda Guerra Mundial, su población empezó a decrecer de forma lenta hasta la llegada de los años 1960, cuando se produjo una emigración masiva a las ciudades. Estas tendencias se aprecian de forma clara en el gráfico.
El municipio tiene un área de 75,44 km² con una población de 123 habitantes (INE 2024) y una densidad de 1,75 hab./km².

## Administración y política
El órgano de administración local de Olmeda del Rey es el Ayuntamiento. La alcaldesa, elegida en 2007, es Dª. Isabel Mora Calleja, del Partido Popular.
| Periodo   | Nombre                   | Partido       |
| --------- | ------------------------ | ------------- |
| 1991-1995 | José Rubio Escudero      | PSOE          |
| 1995-1999 | José Rubio Escudero      | PSOE          |
| 1999-2003 | José Rubio Escudero      | Independiente |
| 2003-2007 | Primitivo Mora Fernández | PSOE          |
| 2007-2011 | Isabel Mora Calleja      | PP            |

Fuentes: DGAL del Ministerio de Administraciones Públicas y Ministerio del Interior.
Jurídica
Olmeda del Rey pertenece a la:
"Agrupación número 62
Integrada por las Secretarías de los Juzgados de Paz de Almodóvar del Pinar, Campillo de Altobuey, Castillejo de Iniesta, Chumillas, Enguídanos, Gabaldón, Graja de Iniesta, Minglanina, Monteagudo de las Salinas, Olmeda del Rey, Paracuellos, La Pesquera, Puebla del Salvador y Solera de Gabaldón.
Población total: 6920 habitantes.
Sede: Minglanilla."

## Economía
Históricamente el municipio se ha mantenido presupuestariamente por lo recaudado de las cesiones de bienes comunes, especialmente de los pastos, como el de la Dehesa Boyar y el medio de vida mayoritario ha sido el agrícola.
Los medios de vida provienen de la agricultura en gran medida y de los ingresos por pensiones de jubilados residentes en el municipio. Este concepto se ha convertido en uno de los principales medios de ingreso ya que en el año 2009 la población con una edad superior a 65 años ascendía a casi el 49% del total, 88 habitantes.
En 2009 los ingresos totales municipales han ascendido a 205.806,01 €, provenientes de los presupuestos generales del Estado.

### Sector Primario
Ganadería
Este sector se encuentra casi extinto, a excepción de la cabaña ovina, donde en 1999 se conservan cerca de un millar de cabezas (86 Unidades Ganaderas, UG), según muestra el censo del INE:
| Bovinos | Ovinos | Caprinos | Porcinos | Equinos | Aves | Conejas madres |
| ------- | ------ | -------- | -------- | ------- | ---- | -------------- |
| 0       | 86     | 1        | 0        | 0       | 0    | 0              |

La Cañada Real de Andalucía (Cañada Real de la sierra de Cuenca a Andalucía), cruza el término municipal, habiéndose señalizado de forma adecuada con mojones en septiembre de 2009.
Agricultura
Los campos de cereales (trigo, cebada, avena y centeno) rodean al pueblo en casi toda su extensión, aunque también se puede encontrar girasol y hortalizas.
En el censo agrario de 1999 se recogen los siguientes datos: 3072 Ha de herbáceos y 4 Ha de viñedos, siendo los demás cultivos inexistentes. Los cultivos herbáceos están constituidos por plantas cuya parte aérea tiene consistencia herbácea. Se consideran los siguientes grupos: cereales para grano, leguminosas para grano, patatas, cultivos industriales, cultivos forrajeros, hortalizas, flores y plantas ornamentales, semillas y plántulas destinadas a la venta y otros cultivos.

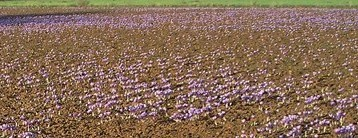
Campo de azafrán.

Este municipio se encuentra dentro de la zona de producción bajo Denominación de Origen de "Azafrán de la Mancha". Históricamente ha sido un gran productor de esta especia, si bien la cosecha actual de la zona es casi testimonial. En la propia página del Consejo Regulador de la Denominación de Origen se explican las causas que han llevado a la pérdida de mercado.

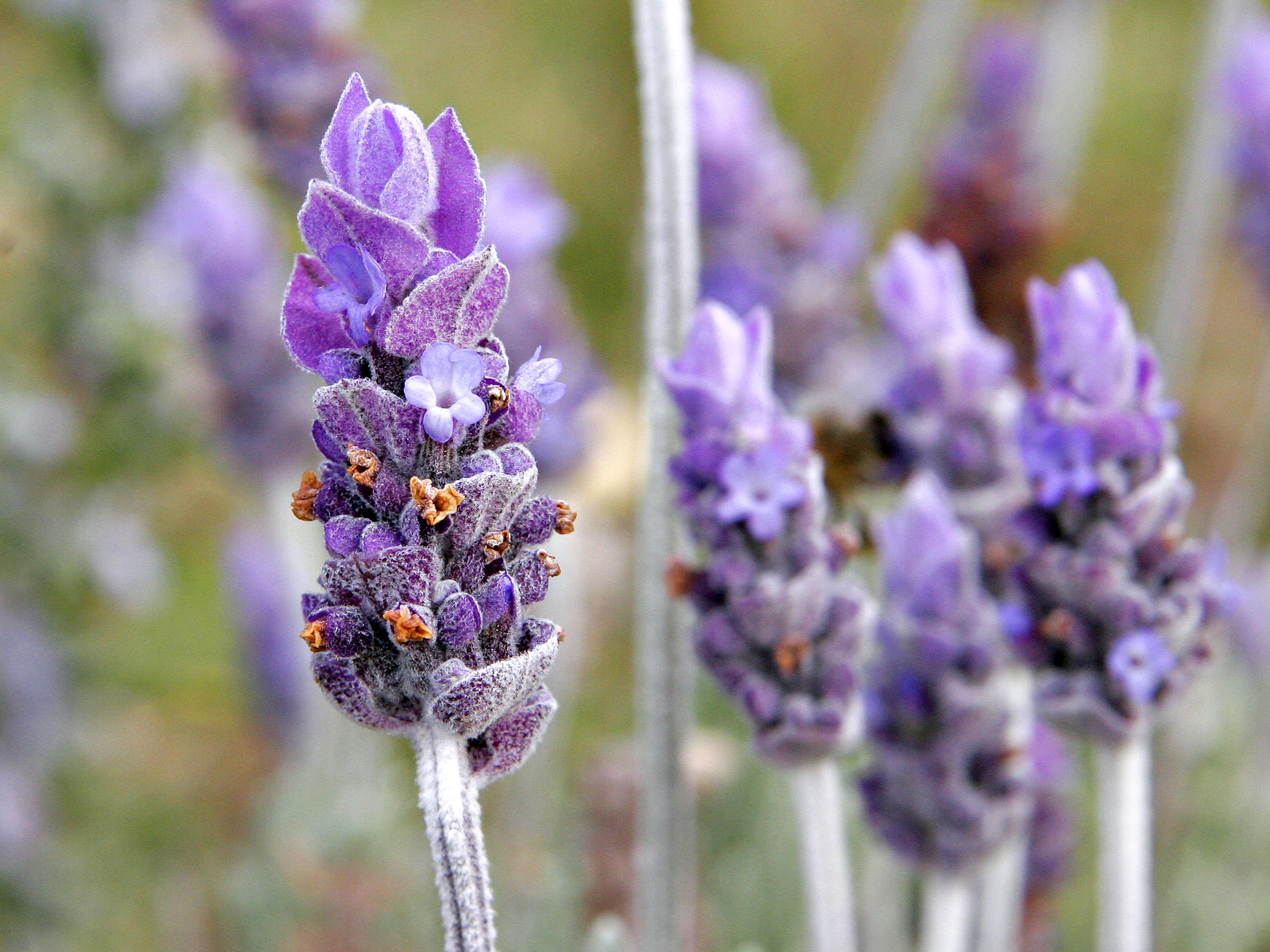
Flor de espliego o lavanda.

La recogida de espliego de los montes circundantes se realizaba de forma manual, llevándose luego a la caldera de extracción de la esencia situada junto al río, en el acceso al pueblo por la carretera procedente de Chumillas. Duró, al menos hasta los años 50, perdiéndose la intensidad de la actividad con el surgimiento del cultivo intensivo de esta variedad de aromática. Todavía se sigue recogiendo en primavera para la venta de la flor.
Existió "La Dula", conjunto de animales que se enviaban a pastar a terrenos comunales, de asnos, mulas y burros, que desapareció cuando este tipo de animales se dejó de usar en las labores agrícolas en la década de 1950. El pastor hacía sonar una trompetilla tanto en la recogida del ganado como a la entrega al atardecer, aunque gran parte de las caballerías regresaban a sus corrales solas. El lugar de pasto eran los terrenos comunales del municipio.
En 1960 y 1980 se realizaron sendas concentraciones parcelarias para potenciar la agricultura reduciendo el minifundismo, fijando la unidad mínima de cultivo de secano en 2 Ha.
Pesca y Caza
El río Gritos fue uno de los afectados por una enfermedad importada (afanomicosis) que afectó al cangrejo de río endémico y lo extinguió en los años 1980 de sus aguas.
El jabalí está presente en los montes del término municipal, aunque además históricamente han abundado otros tipos de piezas: liebre, corzo, perdiz, conejo y venado.
Desde 2003 la caza en el monte de La Sierra está controlada para permitir la expansión faunística de forma natural a todo el entorno, y aprovechando la titularidad pública de dicho monte.

### Sector secundario
No existe industria en el término municipal. Las únicas referencias históricas son menores, ya que en varias obras, por ejemplo la de Pascual Madoz de 1846 y la de Cornielle de 1830, se mencionan la industria de la fabricación de herramientas agrícolas.
Hasta la caída de la población a mediados del siglo XX, por la enmigración a las ciudades, este sector era casi inexistente aunque hay referencias no directas a la producción de yeso en un poema de Víctor Chumillas, donde se menciona la extracción de la piedra en el cerro de las Canteras, término municipal de Chumillas. La piedra era quemada en el "Rincón Caliente", lugar que corresponde con la actual calle del Rincón. Luego era vendida en el mercado local y en los de los pueblos colindantes.
Como se ha mencionada anteriormente, hubo producción de esencia de lavanda, que era una industria estacional durante la época de floración del espliego y acabó cuando esta variedad se convirtió en cultivo. Aunque aún se sigue recogiendo no se porcesa la esencia en el propio pueblo.

## Cultura

### Gastronomía
Además de la típica de la comarca destacan platos propios, tales como: ajo atado, tajadas de fideos, rosquillas de vino, etc.

### Patrimonio
De su arquitectura destacan:
Casa Consistorial
Tipología habitual del siglo XVII para este tipo de construcciones.
Antiguo Hospital y Cárcel
Este edificio civil, se encuentra en la plaza, junto al ayuntamiento. Se ha fechado su construcción en 1776.
Iglesia parroquial de Nuestra Señora de las Nieves
Fábrica de mampostería con sillares en las esquinas. Con dos portadas, la del Mediodía con arco de medio punto; sobre el entablamente hornacina de medio punto enmarcada entre bolas. Espadaña, en el piecero, escalonada de dos ojos. En la ventana que da luz al coro por el Mediodía, excelente reja del siglo XVI. Interior de tres naves, dividida la central en tres tramos por arcos formeros. El cabecero en forma de cruz está cubierto por cúpula de media naranja, y las naves laterales cubiertas por bóvedas vaídas elipsoidales sobre pechinas. Interesante el frente del coro con ménsulas del siglo XVI y cancel del siglo XVIII.
En el interior y sus dependencias se puede encontrar todo aquello que sobrevivió a los saqueos de la Guerra Civil, como son: el retablo barroco, un relicario con ventana de cuarzo de la Vera Cruz, un crucifijo de marfil, orfebrería barroca, etc., todo ello de los siglos XVI al XVIII.
Fuente del Chorrillo
Probablemente construida por el autor de la iglesia parroquial, aunque otras fuentes la citan como romana, incluso aludiendo a una ya borrada inscripción en latín.
Casona de labranza
De los siglos XV o XVI, conserva en la fachada principal restos de la primitiva arcada de medio punto adovelada, así como las jambas y dinteles de la fenestración originaria.

### Ferias y fiestas
Semana de la Virgen de la Nieves
En la semana del 5 de agosto se celebra esta fiesta, habitual en los veranos de los pueblos españoles. Eventos deportivos, muestras culinarias, música, etc. Esta fiesta, relativamente nueva, está cogiendo auge debido a que coincide con las semanas de máxima ocupación del pueblo por el retorno veraniego de los emigrantes naturales de la Olmeda del Rey.
Fiesta del Santo Cristo de la Paz
Es la fiesta patronal del pueblo y se celebra en los días alrededor del 14 de septiembre. Durante esas jornadas se sueltan vaquillas.
Otras celebraciones
- San Miguel, 8 de mayo.
- San Isidro, 15 de mayo.
- San Blas, 3 de febrero.
- San Julián, 28 de enero.

## Transportes y comunicaciones
Carreteras
Olmeda del Rey se encuentra en la intersección de las carreteras comarcales CU-V-7124 y CU-V-7123.
- La CU-V-7123 comienza en Olmeda del Rey continúa por el sureste, cruzando a Chumillas (punto kilométrico 6), 5,5 km después lo hace a Solera de Gabaldón y termina en la confluencia con la N-320 en la localidad de Almodóvar del Pinar, completando una distancia de 18 km.[63]
- La CU-V-7124 comienza en Valeria (Las Valeras), cruza Olmeda del Rey en el punto kilométrico 6,4 y finaliza en la N-320 en su punto kilométrico 108,6, con una distancia total de 13 km.[63]

Transporte público
Desde la estación de autobuses de Cuenca, en la C/ Fermín Caballero, salen coches de línea de la empresa Autolíneas Conquenses que comunican la capital con Olmeda del Rey.

## Personas notables
El 26 de octubre de 2001 fue nombrado hijo predilecto de la villa el padre franciscano Víctor Chumillas Fernández, nacido en 1902 y muerto en 1936 en Fuente el Fresno (Ciudad Real) durante la guerra civil española. En 2007 fue beatificado por el papa Benedicto XVI.